# 楊鎧凝
楊鎧凝（英語：Celine Yeung Hoi Ying，2008年7月28日—），香港女童星及小模特兒，3歲開始拍攝廣告。現就讀於日本柳ヶ浦高等學校。

## 簡介
楊鎧凝，在《2013TVB最受歡迎電視廣告大獎》中，她憑著《Mcdonald X Hello Kitty》小紅帽獲得最受歡迎女主角提名，並進入5強；同年參與香港無綫電視的電視劇《愛我請留言》且演出樂悠悠一角。2014年7月獲雅虎香港頒發感情品牌大獎－代言人（童星組）（美心瑤柱蘿蔔糕）
2015年7月，在香港書展發表寫真集《童萌時光》，在香港書展展銷後惹起爭議。香港警方東九龍重案組曾經接手調查。2015年7月17日，《童萌時光》攝影師兼Popcorn Publishing負責人Ronald Lam發出公開道歉聲明，宣布將該書下架。

## 演出作品

### 電視劇（香港無綫電視）
- 2014年：《愛我請留言》飾 樂悠悠[3]
- 2015年：《陪著你走》飾 宋天從（童年）
- 2016年：《來自喵喵星的妳》飾 薛思思[4]
- 2020年：《機場特警》飾 何詩嬅（童年）

## 獎項
- 2012年：HK Talent Star兒童模特兒大賽冠軍及最上鏡模特兒
- 2014年：Yahoo香港感情品牌大奨-代言人（童星組）（美心瑤柱蘿蔔糕）
- 2015年：《100毛》金毛獎 : 亞太區最受歡迎5歲小朋友，亞太區最受歡迎6歲小朋友，純港產法式旋轉型100毛鍍金雙子塔內部公投小圈子真普選超合金毛金獎[5]

## 外部連結
- 楊鎧凝的新浪微博
- 楊鎧凝FansClub的新浪微博
- 楊鎧凝Celine Facebook 專頁的Facebook專頁
- CelineYeung instagram 專頁的Instagram帳戶
- 楊鎧凝YouTube 頻道 （页面存档备份，存于）